# Haven (jeu vidéo)
Pour les articles homonymes, voir Haven.
Pour le jeu vidéo de 2002, voir Haven: Call of the King.
Haven est un jeu vidéo de rôle développé par The Game Bakers, les auteurs du jeu Furi. Il mise sur le côté contemplatif et son histoire.
Haven est un jeu de rôle dont les deux héros, Kay et Yu, ont été contraints à la fuite afin de ne pas être mariés de force chacun de leur côté. Le joueur se retrouve sur une planète dont il va découvrir l'histoire et les particularités,.
Le jeu est sorti le 3 décembre 2020 sur Microsoft Windows, PlayStation 4, Xbox One, Xbox Series et Nintendo Switch.

## Trame
L'histoire suit Yu et Kay, un couple passionné, contraint de fuir sur une planète déserte pour que ne pas être victimes de mariages forcés. La planète est divisée en régions interconnectées qu'il faut explorer en glissant dans l'air à la manière de Journey. L'histoire se dévoile au fil de la vie quotidienne du couple, dont le seul but est de rester ensemble, quitte à devoir renoncer à tout ce qu'ils ont connu jusqu'à présent. Les choix pris par les joueurs durant les dialogues peuvent avoir des conséquences sur la suite des évènements. Le monde est rempli de créatures qui se dresseront sur le chemin des deux personnages. Durant les combats, à mi-chemin entre temps réel et tour par tour, Yu et Kay combattent chacun leur tour ou en même temps,.

## Système de jeu
Haven est un jeu de réflexion, aventure action-RPG en solo, avec possibilité de jouer en coopération locale « avec quelqu'un de spécial » selon les développeurs.
On y alterne des phases d'exploration sur la planète, en la visitant et en affrontant des créatures, avec des phases de dialogue à choix multiples qui permettent de construire l'histoire. Les combats se déroulent au tour par tour, avec un accent mis sur la nécessité de coordonner les attaques entre les deux personnages pour en maximiser les dégâts. Les personnages se déplacent en flottant sur l'air, de manière semblable à celle du personnage du jeu Journey. Le jeu mise sur des environnements variés et colorés pour rendre les déplacements plus intéressants, en poussant le joueur à la contemplation. Les phases de dialogue proposent plusieurs choix au joueur, qui peuvent affecter avec plus ou moins d'importance la trame de l'histoire,.

## Historique
- 19 février 2019 : The Game Bakers annonce le jeu avec des images en précisant que ce ne sera pas la suite spirituelle de Furi mais plutôt son inverse, beaucoup plus paisible et accessible.

- 21 mai 2019 : les développeurs diffusent des images sur les designs des personnages principaux.

- 10 juillet 2019 : la première bande-annonce est diffusée sur Steam.

- Août 2019 : lors de la Games Convention une démo du jeu est rendue disponible pendant la durée de l’évènement. Elle sera à nouveau disponible pendant 48 heures à l'occasion des Game Awards en décembre 2019.

- 12 février 2020 : pour l'occasion de la Saint-Valentin, The Game Bakers dévoile sa vidéo d'introduction créée par Yukio Takatsu en collaboration avec Yapiko Animation et les musiques de Danger. La vidéo d'introduction est tout en couleur pastel[10].

- 18 mars 2020 : le studio sort la démo du jeu sur Steam jusqu'au 23 mars[11],[12].

- 3 décembre 2020 : sortie officielle du jeu sur Microsoft Windows, PlayStation 4, Xbox One, Xbox Series et Nintendo Switch[3].

- 3 mars 2022 : une mise à jour gratuite est dévoilée, permettant aux joueurs de choisir en début de partie le couple qu'ils souhaitent incarner : un homme et une femme, deux hommes ou deux femmes. L'histoire, les dialogues et les noms des personnages restent identiques, seules leurs apparences et voix de doublage sont modifiées[13].

## Distinctions
Haven a reçu deux prix et six nominations lors de la seconde cérémonie (2021) des Pégase (récompense). Il a remporté les prix de meilleur jeu indépendant et de meilleur personnage.